# Pilotes officiels sur Peugeot 207 S2000
Cette page reprend les pilotes ayant évolué sur une Peugeot 207 en rallye automobile, pour le constructeur français Peugeot.

## Peugeot Sport
| Saison | Championnat     | Équipe                | Voiture           | Pilote            | 1     | 2      | 3       | 4      | 5   | 6   | 7   | 8      | 9   | 10  | 11       | 12     | 13  | Classement | Points |
| ------ | --------------- | --------------------- | ----------------- | ----------------- | ----- | ------ | ------- | ------ | --- | --- | --- | ------ | --- | --- | -------- | ------ | --- | ---------- | ------ |
| 2009   | IRC             | Peugeot Total         | Peugeot 207 S2000 | Stéphane Sarrazin | MON 3 | BRE    | KEN     | POR    | BEL | RUS | POR | RTC    | ESP | ITA | ECO (en) |        |     | 14         | 6      |
| 2012   | IRC             | Team Peugeot Total    | Peugeot 208 R2    | Bryan Bouffier    | POR   | ESP    | IRE     | FRA    | ITA | BEL | SMA | ROU    | RTC | UKR | BUL      | ITA 16 | CHY |            |        |
| 2012   | France Asphalte | Team Peugeot Total    | Peugeot 208 R2    | Bryan Bouffier    | TOU   | LYO    | LIM     | MAC    | ROU | MON | CEV | VAR 12 |     |     |          |        |     |            |        |
| 2013   | ERC             | Peugeot Rally Academy | Peugeot 207 S2000 | Craig Breen       | AUT   | LIT 2  | ESP 2   | POR 2  | FRA | BEL | SM  | ROU    | RTC | POL | CRO      | ITA    | SUI |            |        |
| 2013   | ERC             | Peugeot Rally Academy | Peugeot 207 S2000 | Jérémi Ancian     | AUT   | LIT    | ESP RET | POR 5  | FRA | BEL | SM  | ROU    | RTC | POL | CRO      | ITA    | SUI |            |        |
| 2013   | ERC             | Peugeot Rally Academy | Peugeot 208 R2    | Stéphane Lefebvre | AUT   | LIT 19 | ESP     | POR 16 | FRA | BEL | SM  | ROU    | RTC | POL | CRO      | ITA    | SUI |            |        |

## Importateurs Peugeot

### Peugeot Team Bel-Lux
| Saison | Championnat | Voiture           | Pilote           | 1       | 2       | 3     | 4       | 5       | 6     | 7      | 8       | 9       | 10         | 11           | 12  | Classement | Points |
| ------ | ----------- | ----------------- | ---------------- | ------- | ------- | ----- | ------- | ------- | ----- | ------ | ------- | ------- | ---------- | ------------ | --- | ---------- | ------ |
| 2007   | IRC         | Peugeot 207 S2000 | Bernd Casier     | KEN     | TUR     | BEL 4 | RUS     | POR 5   | RTC 5 | ITA 14 | SUI RET | CHI     |            |              |     | 8          | 13     |
| 2008   | IRC         | Peugeot 207 S2000 | Nicolas Vouilloz | TUR 2   | POR 3   | BEL 2 | RUS 5   | POR 1   | RTC 2 | ESP 2  | ITA 2   | SUI 2   | CHI        |              |     | 1          | 58     |
| 2008   | IRC         | Peugeot 207 S2000 | Freddy Loix      | TUR 8   | POR RET | BEL 1 | RUS 4   | POR 6   | RTC 1 | ESP 3  | ITA 5   | SUI 1   | CHI        |              |     | 2          | 48     |
| 2009   | IRC         | Peugeot 207 S2000 | Freddy Loix      | MON 2   | BRE 4   | KEN   | POR 4   | BEL 3   | RUS   | POR 6  | RTC RET | ESP 4   | ITA 4      | ECO (en)     |     | 3          | 37     |
| 2009   | IRC         | Peugeot 207 S2000 | Nicolas Vouilloz | MON RET | BRE 2   | KEN   | POR 3   | BEL RET | RUS   | POR 4  | RTC RET | ESP 3   | ITA 3      | ECO (en)     |     | 4          | 31     |
| 2010   | IRC         | Peugeot 207 S2000 | Thierry Neuville | MON     | BRE     | ARG   | ESP RET | ITA 4   | BEL 3 | POR    | POR     | RTC RET | ITA 8      | ECO (en) RET | CHY | 9          | 12     |
| 2011   | IRC         | Peugeot 207 S2000 | Thierry Neuville | MON RET | ESP 3   | FRA 1 | UKR 6   | BEL RET | POR   | RTC 4  | HON 2   | ITA 1   | ECO (en) 6 | CHY RET      |     | 5          | 115    |

### Peugeot CR
| Saison | Championnat  | Voiture           | Pilote              | 1           | 2           | 3   | 4       | 5     | 6      | 7       | 8       | 9      | 10  | 11       | 12  | Classement | Points |
| ------ | ------------ | ----------------- | ------------------- | ----------- | ----------- | --- | ------- | ----- | ------ | ------- | ------- | ------ | --- | -------- | --- | ---------- | ------ |
| 2010   | IRC          | Peugeot 207 S2000 | Bryan Bouffier      | MON         | BRE         | ARG | ESP     | ITA   | BEL    | POR     | POR     | RTC 10 | ITA | ECO (en) | CHY |            |        |
| 2012   | Rép. Tchèque | Peugeot 207 S2000 | Pavel Valousek (en) | JÄN (AUT) 6 | VAL 5       | SUM | KRU RET | HUS 4 | BOH NC | ZLI RET | PRI RET |        |     |          |     | 6          | 74     |
| 2012   | Autres       | Peugeot 207 S2000 | Pavel Valousek (en) | SAT (SLO) 2 | MAT (RTC) 5 |     |         |       |        |         |         |        |     |          |     |            |        |

### Peugeot Sport España
| Saison | Championnat | Voiture           | Pilote               | 1   | 2      | 3       | 4      | 5      | 6     | 7       | 8     | 9   | 10  | Classement | Points |
| ------ | ----------- | ----------------- | -------------------- | --- | ------ | ------- | ------ | ------ | ----- | ------- | ----- | --- | --- | ---------- | ------ |
| 2006   | IRC         | Peugeot 206 S1600 | Enrique García Ojeda | AFS | BEL 7  | POR RET | ITA 13 |        |       |         |       |     |     | 23         | 2      |
| 2006   | IRC         | Peugeot 206 S1600 | Bryan Bouffier       | AFS | BEL 15 | POR 12  | ITA 17 |        |       |         |       |     |     |            |        |
| 2007   | IRC         | Peugeot 207 S2000 | Nicolas Vouilloz     | KEN | TUR 1  | BEL RET | RUS 3  | POR 10 | RTC 1 | ITA 3   | SUI 1 | CHI |     | 2          | 42     |
| 2007   | IRC         | Peugeot 207 S2000 | Enrique García Ojeda | KEN | TUR 3  | BEL 2   | RUS 2  | POR 3  | RTC 2 | ITA 6   | SUI 2 | CHI |     | 1          | 47     |
| 2008   | IRC         | Peugeot 207 S2000 | Enrique García Ojeda | TUR | POR    | BEL     | RUS    | POR    | RTC   | ESP 4   | ITA   | SUI | CHI | 14         | 5      |
| 2008   | IRC         | Peugeot 207 S2000 | Luis Monzon          | TUR | POR    | BEL     | RUS    | POR    | RTC   | ESP RET | ITA   | SUI | CHI |            |        |
| 2008   | IRC         | Peugeot 207 S2000 | Oscar Garre          | TUR | POR    | BEL     | RUS    | POR    | RTC   | ESP RET | ITA   | SUI | CHI |            |        |

### Peugeot Sport France
| Saison | Championnat     | Voiture           | Pilote            | 1       | 2     | 3       | 4             | 5       | 6     | 7       | 8     | 9     | 10         | 11       | 12  | 13  | Classement | Points |
| ------ | --------------- | ----------------- | ----------------- | ------- | ----- | ------- | ------------- | ------- | ----- | ------- | ----- | ----- | ---------- | -------- | --- | --- | ---------- | ------ |
| 2010   | IRC             | Peugeot 207 S2000 | Stéphane Sarrazin | MON 4   | BRE   | ARG     | ESP           | ITA     | BEL   | POR     | POR   | RTC   | ITA        | ECO (en) | CHY |     | 17         | 5      |
| 2010   | IRC             | Peugeot 207 S2000 | Sébastien Ogier   | MON RET | BRE   | ARG     | ESP           | ITA     | BEL   | POR     | POR   | RTC   | ITA        | ECO (en) | CHY |     |            |        |
| 2011   | IRC             | Peugeot 207 S2000 | Bryan Bouffier    | MON 1   | ESP 8 | FRA RET | UKR 2         | BEL EXC | POR 4 | RTC RET | HON 4 | ITA 3 | ECO (en) 3 | CHY      |     |     | 6          | 110.5  |
| 2011   | IRC             | Peugeot 207 S2000 | Stéphane Sarrazin | MON 4   | ESP   | FRA     | UKR           | BEL     | POR   | RTC     | HON   | ITA   | ECO (en)   | CHY      |     |     | 18         | 12     |
| 2011   | IRC             | Peugeot 207 S2000 | Petter Solberg    | MON RET | ESP   | FRA     | UKR           | BEL     | POR   | RTC     | HON   | ITA   | ECO (en)   | CHY      |     |     |            |        |
| 2012   | IRC             | Peugeot 207 S2000 | Germain Bonnefis  | POR     | ESP   | IRE     | FRA           | ITA     | BEL   | SMA RET | ROU   | RTC   | UKR        | BUL      | ITA | CHY |            |        |
| 2012   | France Asphalte | Peugeot 207 S2000 | Germain Bonnefis  | TOU     | LYO   | LIM     | MAC           | ROU     | MON   | CEV RET | VAR   |       |            |          |     |     |            |        |
| 2012   | France Terre    | Peugeot 207 S2000 | Germain Bonnefis  | PRO 1   | CAU 2 | AUX 1   | CAT (ESP) RET | LOZ 1   | CAR 1 | VAU 3   |       |       |            |          |     |     |            |        |

### Peugeot-Total-Hungária Rallye Team
| Saison | Championnat | Voiture           | Pilote     | 1   | 2       | 3       | 4   | 5   | 6       | 7      | 8       | 9     | 10       | 11       | Classement | Points |
| ------ | ----------- | ----------------- | ---------- | --- | ------- | ------- | --- | --- | ------- | ------ | ------- | ----- | -------- | -------- | ---------- | ------ |
| 2007   | IRC         | Peugeot 207 S2000 | Janos Toth | KEN | TUR     | BEL RET | RUS | POR | RTC RET | ITA 18 | SUI     | CHI   |          |          |            |        |
| 2008   | IRC         | Peugeot 207 S2000 | Janos Toth | TUR | POR RET | BEL RET | RUS | POR | RTC 6   | ESP    | ITA     | SUI 8 | CHI      |          | 18         | 4      |
| 2009   | IRC         | Peugeot 207 S2000 | Janos Toth | MON | BRE     | KEN     | POR | BEL | RUS     | POR    | RTC 7   | ESP   | ITA      | ECO (en) | 37         | 2      |
| 2011   | IRC         | Peugeot 207 S2000 | Janos Toth | MON | ESP     | FRA     | UKR | BEL | POR     | RTC    | HON RET | ITA   | ECO (en) | CHY      |            |        |

### Peugeot Italia
| Saison | Championnat | Voiture           | Pilote          | 1   | 2     | 3   | 4   | 5     | 6   | 7   | 8   | 9   | 10  | 11  | 12    | 13  | Classement | Points |
| ------ | ----------- | ----------------- | --------------- | --- | ----- | --- | --- | ----- | --- | --- | --- | --- | --- | --- | ----- | --- | ---------- | ------ |
| 2012   | IRC         | Peugeot 207 S2000 | Paolo Andreucci | POR | ESP   | IRE | FRA | ITA 5 | BEL | SMA | ROU | RTC | UKR | BUL | ITA 5 | CHY |            |        |
| 2012   | ERC         | Peugeot 207 S2000 | Paolo Andreucci | AUT | ITA 2 | CRO | BUL | BEL   | TUR | POR | RTC | ESP | POL | FRA | SUI   |     |            |        |

### Peugeot Norway
| Saison | Championnat | Voiture         | Pilote       | 1   | 2   | 3      | 4   | 5   | 6   | 7   | 8   | 9   | 10  | 11  | 12  | 13  | 14  | 15  | 16  | Classement | Points |
| ------ | ----------- | --------------- | ------------ | --- | --- | ------ | --- | --- | --- | --- | --- | --- | --- | --- | --- | --- | --- | --- | --- | ---------- | ------ |
| 2007   | WRC         | Peugeot 307 WRC | Anders Kjaer | MON | SUE | NOR 23 | MEX | POR | ARG | ITA | GRE | FIN | ALL | NZE | ESP | FRA | JAP | IRL | GBR |            |        |

### Peugeot Sport Polska
| Saison | Championnat | Voiture           | Pilote         | 1   | 2   | 3   | 4   | 5   | 6     | 7   | 8   | 9     | 10  | Classement | Points |
| ------ | ----------- | ----------------- | -------------- | --- | --- | --- | --- | --- | ----- | --- | --- | ----- | --- | ---------- | ------ |
| 2008   | IRC         | Peugeot 207 S2000 | Bryan Bouffier | TUR | POR | BEL | RUS | POR | RTC 3 | ESP | ITA | SUI 4 | CHI | 9          | 11     |

### Peugeot Sport Portugal
| Saison | Championnat | Voiture           | Pilote          | 1       | 2     | 3      | 4     | 5       | 6       | 7       | 8       | 9     | 10       | 11       | 12  | 13  | Classement | Points |
| ------ | ----------- | ----------------- | --------------- | ------- | ----- | ------ | ----- | ------- | ------- | ------- | ------- | ----- | -------- | -------- | --- | --- | ---------- | ------ |
| 2006   | IRC         | Peugeot 206 S1600 | Bruno Magalhães | AFS     | BEL   | POR 4  | ITA   |         |         |         |         |       |          |          |     |     |            |        |
| 2007   | IRC         | Peugeot 207 S2000 | Bruno Magalhães | KEN     | TUR   | BEL    | RUS   | POR 2   | RTC     | ITA RET | SUI     | CHI   |          |          |     |     | 10         | 8      |
| 2008   | IRC         | Peugeot 207 S2000 | Bruno Magalhães | TUR     | POR 6 | BEL    | RUS   | POR 8   | RTC     | ESP RET | ITA     | SUI   | CHI      |          |     |     | 18         | 4      |
| 2009   | IRC         | Peugeot 207 S2000 | Bruno Magalhães | MON     | BRE   | KEN    | POR 9 | BEL     | RUS     | POR 2   | RTC     | ESP   | ITA      | ECO (en) |     |     | 10         | 8      |
| 2010   | IRC         | Peugeot 207 S2000 | Bruno Magalhães | MON 7   | BRE 5 | ARG 6  | ESP 5 | ITA 5   | BEL 6   | POR 1   | POR RET | RTC   | ITA 10   | ECO (en) | CHY |     | 5          | 30     |
| 2011   | WRC         | Peugeot 207 S2000 | Bruno Magalhães | SUE     | MEX   | POR 12 | JOR   | ITA     | ARG     | GRE     | FIN     | ALL   | AUS      | FRA      | ESP | GBR |            |        |
| 2011   | IRC         | Peugeot 207 S2000 | Bruno Magalhães | MON RET | ESP 9 | FRA 5  | UKR   | BEL RET | POR RET | RTC     | HON 9   | ITA 5 | ECO (en) | CHY      |     |     | 11         | 26     |

### Peugeot Sport Sweden
| Saison | Championnat | Voiture           | Pilote          | 1   | 2       | 3   | 4       | 5   | 6       | 7       | 8      | 9   | 10  | 11  | 12  | 13  | 14  | 15      | 16  | Classement | Points |
| ------ | ----------- | ----------------- | --------------- | --- | ------- | --- | ------- | --- | ------- | ------- | ------ | --- | --- | --- | --- | --- | --- | ------- | --- | ---------- | ------ |
| 2007   | WRC (PWRC)  | Peugeot 207 S2000 | Jimmy Joge      | MON | SUE RET | NOR | MEX     | POR | ARG     | ITA     | GRE    | FIN | ALL | NZE | ESP | FRA | JAP | IRL     | GBR |            |        |
| 2007   | WRC (PWRC)  | Peugeot 207 S2000 | Jimmy Joge      | RET |         |     |         |     |         |         |        |     |     |     |     |     |     |         |     |            |        |
| 2007   | IRC         | Peugeot 207 S2000 | Jimmy Joge      | KEN | TUR     | BEL | RUS RET | POR | RTC RET | ITA     | SUI    | CHI |     |     |     |     |     |         |     |            |        |
| 2008   | WRC (PWRC)  | Peugeot 207 S2000 | Patrick Sandell | MON | SUE 11  | MEX | ARG RET | JOR | ITA     | GRE RET | TUR 12 | FIN | ALL | NZE | ESP | FRA | JAP | GBR RET |     |            |        |
| 2008   | WRC (PWRC)  | Peugeot 207 S2000 | Patrick Sandell |     | 3       |     | RET     |     |         | RET     | 2      |     |     |     |     |     |     | RET     |     | 4          | 22     |

### Peugeot Team Turkey
| Saison | Championnat | Voiture           | Pilote          | 1   | 2   | 3   | 4      | 5       | 6       | 7   | 8      | 9      | 10     | 11         | 12     | 13  | Classement | Points |
| ------ | ----------- | ----------------- | --------------- | --- | --- | --- | ------ | ------- | ------- | --- | ------ | ------ | ------ | ---------- | ------ | --- | ---------- | ------ |
| 2010   | WRC         | Peugeot 207 S2000 | Burcu Cetinkaya | SUE | MEX | JOR | TUR 12 | NZE     | POR     | BUL | FIN    | ALL    | JAP    | FRA        | ESP    | GBR |            |        |
| 2010   | IRC         | Peugeot 207 S2000 | Burcu Cetinkaya | MON | BRE | ARG | ESP    | ITA RET | BEL RET | POR | POR 19 | RTC 44 | ITA 38 | ECO (en) 8 | CHY 15 |     | 36         | 2      |

### Peugeot UK
| Saison | Championnat | Voiture           | Pilote     | 1       | 2     | 3       | 4     | 5       | 6       | 7       | 8       | 9       | 10           | 11           | 12  | Classement | Points |
| ------ | ----------- | ----------------- | ---------- | ------- | ----- | ------- | ----- | ------- | ------- | ------- | ------- | ------- | ------------ | ------------ | --- | ---------- | ------ |
| 2009   | IRC         | Peugeot 207 S2000 | Kris Meeke | MON RET | BRE 1 | KEN     | POR 1 | BEL 1   | RUS     | POR 5   | RTC 2   | ESP 2   | ITA 1        | ECO (en) EXC |     | 1          | 60     |
| 2010   | IRC         | Peugeot 207 S2000 | Kris Meeke | MON RET | BRE 1 | ARG RET | ESP 4 | ITA RET | BEL RET | POR 2   | POR RET | RTC 4   | ITA 4        | ECO (en) 3   | CHY | 3          | 39     |
| 2011   | IRC         | Peugeot 207 S2000 | Guy Wilks  | MON 3   | ESP 5 | FRA RET | UKR 5 | BEL 5   | POR RET | RTC RET | HON RET | ITA RET | ECO (en) RET | CHY          |     | 7          | 47     |

## Sources
- The official website of the Intercontinental Rally Challenge
- EWRC-Results.com